# Лоулер, Луиза
Луиза Лоулер (род. 1947[…], Бронксвилл, Нью-Йорк) — художница и фотограф из США, живущая в Бруклине, Нью-Йорк. Начиная с конца 1970-х годов, работа Лоулер была сосредоточена на фотографировании работ других художников, в которых уделяется особое внимание пространству, в котором они размещены, а также методы, используемые для их создания. Примеры фотографий Лоулера включают изображения картин, висящих на стенах музеев, картины на стенах роскошных домов коллекционеров, произведения искусства в процессе установки в галерее и скульптуры в галерее, на которые смотрят зрители.
Наряду с такими художницами, как Синди Шерман, Лори Симмонс и Барбара Крюгер, Лоулер считается частью «Поколения картин».

## Ранняя жизнь и карьера
Лоулер родилась в 1947 году в Бронксвилле, Нью-Йорк. Она получила степень бакалавра искусств в Корнелльском университете и переехала в Манхэттен в 1969 году, где она вскоре устроилась на работу в галерее Кастелли. Там она познакомилась с Джанелл Рейринг, которая в 1980 году вместе с Хелен Уинер стала соучредителем Metro Pictures.

## Творчество
Лоулер фотографировала картины и объекты в домах коллекционеров, в галереях, на стенах аукционных домов и в музейных хранилищах.
Наряду с фотографией она создала концептуальные работы и инсталляции. Некоторые из её работ, такие как «Book of Matches», являются эфемерными и исследуют ход времени, в то время как другие, такие как «Helms Amendment (963)» (1989), являются явно политическими. Работы Лоулер в их разнообразных проявлениях (инсталляции, события, публикации, сувениры …) взаимодействует или противостоит преобладающим системам становления искусства, вкуса и стиля. Однако она менее заинтересована в первоначальном процессе создания произведения искусства, чем в контексте, лежащем за пределами сферы влияния художника и в котором впоследствии размещается произведение. Фотографии Лоулер, которую часто относят к «апроприации» или «институциональной критике», раскрывает повседневную деятельность мира искусства, его распространение и показ произведений искусства. Её работы отображают пересечение искусства и коммерции.

## Выставки
У Лоулер были сольные выставки в таких местах как: Музей Людвига, Кельн (2013); Векснерский центр искусств, Колумбус, Огайо (2006 год); Dia: Beacon, Бикон, Нью-Йорк (2005); Музей современного искусства, Базель (2004); Портикус, Франкфурт (2003); Музей Хиршхорн и Сад скульптур, Вашингтон, округ Колумбия (1997); и Музей современного искусства, Нью-Йорк, Нью-Йорк (1987). Её работы были недавно представлены на выставках в Чикагском институте искусств, Городском музее в Амстердаме, Музее изобразительных искусств в Генте, Бельгия, и Музее американского искусства Уитни в Нью-Йорке, в котором она была представлена на биеннале 1991, 2000 и 2008 года. Работы Лоулер были включены в Documenta 12, Кассель, Германия. Лоулер регулярно представляет свои работы в нехудожественных контекстах, которые используют «обычные» средства представления, распространения и интерпретации.
Лоулер представлена в Metro Pictures, Нью-Йорк, с 1982 года. Она также представлена в галерее Ивон Ламберт, Париж, и в Sprüth Magers, Берлин.

## Коллекции
Произведения художницы находятся в коллекциях Музея современного искусства, Музея американского искусства Уитни, Музея Гуггенхайма, LACMA; Музея современного искусства, Лос-Анджелес; Чикагского института искусств; Музея изящных искусств, Бостон; Центре искусств Уокера, Миннеаполис; Тейт Британия, Лондон; Центре Помпиду, Париж; Израильском музее, Тель-Авив; Гамбургском кунстхалле; Музее современного искусства, Стокгольм; Музее современного искусства, Осло; Музее Бойманса — ван Бёнингена, Роттердам; и Художественной галерее Йельского университета, Нью-Хейвен, Коннектикут.